# Polvijärvi
Polvijärvi [ˈpɔlvijærvi] ist eine Gemeinde im Osten Finnlands mit 4084 Einwohnern (Stand 31. Dezember 2022). Sie liegt in der Landschaft Nordkarelien rund 40 km nordwestlich von Joensuu. Das Kirchdorf von Polvijärvi liegt auf einer Landenge zwischen den großen Seen Viinijärvi und Höytiäinen. Daneben umfasst die Gemeinde die Dörfer Horsmanaho, Hukkala, Kinahmo, Kuorevaara, Martonvaara, Ruvaslahti, Sola und Sotkuma. Polvijärvi ist landwirtschaftlich geprägt, daneben wird Talk abgebaut. Zu den Sehenswürdigkeiten des Ortes gehört eine orthodoxe Holzkirche aus dem Jahr 1913, die Johannes dem Täufer geweiht ist.
Im Jahr 1854 wurde der Höytiäinen-See durch den Bau eines Kanals zum 21 Meter niedriger gelegenen See Pyhäselkä abgesenkt. Dadurch gewann man 157 km² neues Land, das für den Ackerbau genutzt werden konnte.

## Söhne und Töchter
- Urpo Leppänen (1944–2010), Politiker
- Reetta Meriläinen (* 1950), früher Chefredakteurin der Helsingin Sanomat
- Laura Toivanen (* 1988), Biathletin